# Merenre I
Merenre I – władca starożytnego Egiptu z VI dynastii.

## Lata panowania
- 2285–2279 p.n.e. (Kwiatkowski)
- ok. 2250 p.n.e. (Schneider)
- 2255–2246 p.n.e. (Tiradritti/De Luca)

## Kontrowersje co do okresu panowania
Kanon Turyński podaje 6 lat i 4 miesiące panowania Merenre, Maneton - 7 lat. Większość badaczy skłania się do tezy, że panował krótko – 6 lub 10 lat (Schneider), 9 lub 10 (Grimal), niektórzy tylko uważają, że dłużej – 14 lat (Bauv/Dobrev) lub nawet 44 (Smith, Vercouter), co jednak wydaje się nieprawdopodobne. Fakt, że zmarł w młodym wieku potwierdzałaby mumia młodego mężczyzny znaleziona w jego piramidzie, o ile bylibyśmy pewni, że jest to mumia władcy, a nie pochodzi z innego, późniejszego pochówku.

## Rodzina
Merenre I był synem poprzedniego władcy Pepiego I i jego żony Anchnesmerire I, choć są tacy (Vercouter), którzy uważają, że matką jego była Nubunet, pierwsza żona Pepiego I, która popadła w niełaskę. Jego siostrą była Neit, żona brata przyrodniego i następcy Merenre, Pepiego II.

## Polityka wewnętrzna
Już pod koniec życia ojca był współrządcą Egiptu. Samodzielne rządy zaczął po jego śmierci. Reforma administracyjna za jego rządów cechowała się decentralizacją, m.in. nomarchowie i naczelnik Górnego Egiptu nie rezydowali w stolicy, lecz w swoich prowincjach, gdzie również byli chowani. Za redukcją liczby urzędników w stolicy szło zwiększenie liczby urzędników na prowincji. Następowało dalsze osłabienie władzy centralnej.
Na niwie gospodarcze nadal eksploatował kopalnie na Synaju oraz kamieniołomy w Nubii, na Elefantynie i w Hatnub, pozyskując stamtąd materiał, którego użył do budowy swojej piramidy.

## Polityka zagraniczna
W polityce zagranicznej daje się zauważyć szczególne zainteresowanie władcy obszarem Nubii. Dążył do nawiązania stosunków gospodarczych i wojskowych z Nubią oraz do kolonizacji i rozszerzenia swoich wpływów na te tereny wszelkimi metodami. W tym celu Merenre wysyłał tam trzykrotnie wyprawy pod dowództwem namiestnika Elefantyny Harchufa oraz wspierał działalność Uniego, która miała umożliwić penetrację Nubii przez Egipcjan i w tym celu w ciągu roku Uni próbował wykopać pięć kanałów omijających I kataraktę. Gwałtowność prądu rzecznego udaremniła jednak jego pracę. 
Wyprawy te doprowadziły do uzyskania dużych zysków i zmusiły do uległości szczepy nubijskie, czego wyrazem był hołd wodzów Dolnej Nubii, który przyjął sam faraon osobiście na Elefantynie podczas podróży inspekcyjnej na południe kraju. Zasięg egipskiej penetracji kończył się w tym czasie aż na terenach na południe od III katarakty.

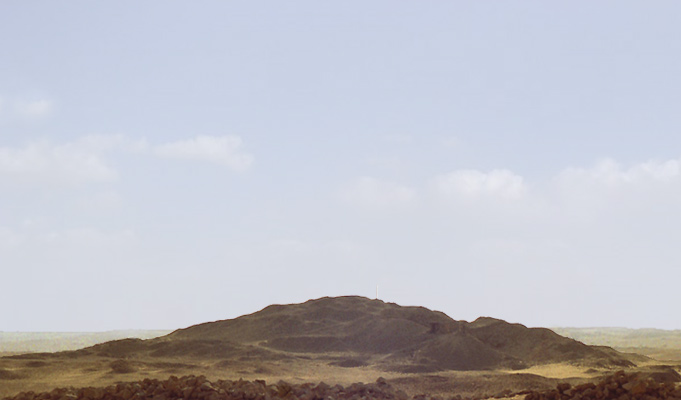
Piramida Merenre I w Sakkarze

## Zespół grobowy
Został pochowany w swojej niedokończonej piramidzie w Sakkarze.